# Vili Resnik
Vili Resnik (Lubiana, 27 novembre 1963) è un cantante sloveno.
Ha rappresentato la Slovenia all'Eurovision Song Contest 1998 con il brano Naj bogovi slišijo.

## Biografia
Nato nella capitale slovena, Vili Resnik ha imparato a suonare la chitarra nell'infanzia e ha fatto parte di vari gruppi musicali nel corso degli anni '80 (Herbie, Junaki nočne kronike, Pomaranča, Yunk, Spin). La sua carriera musicale ha avuto una svolta quando nel 1990 è diventato frontman dei Pop Design. Ha abbandonato il complesso nel 1995 per avviare la sua carriera da solista.
Nel 1996 ha partecipato ad EMA, la selezione slovena del rappresentante nazionale per l'Eurovision, cantando Nekdo, ki zmore vse e piazzandosi 5º su 11 partecipanti. Ci ha riprovato l'anno successivo con Tvoja pesem, e si è classificato 6º su 13. Il 28 febbraio 1998 ha partecipato per una terza volta alla selezione eurovisiva slovena con il brano Naj bogovi slišijo. Il televoto l'ha dichiarato vincitore. Alla finale dell'Eurovision Song Contest 1998, che si è tenuta il successivo 9 maggio a Birmingham, si è classificato al 18º posto su 25 partecipanti con 17 punti totalizzati.
Nel 1999 ha partecipato al festival di musica popolare slovena Slovenska popevka proponendo il brano Zadnji žigolo e classificandosi 7º. Nel 2002 ha registrato il brano Na fuzbal me pust per la colonna sonora ufficiale della Nazionale di calcio della Slovenia al Campionato mondiale di calcio.

## Discografia

### Album in studio
- 1996 – Zdaj živim
- 1997 – Rad bi bil s teboj
- 1998 – Zadnji žigolo
- 2000 – Odiseja
- 2004 – Reka želja
- 2014 – Svet je lep

### Singoli
- 1998 – Naj bogovi slišijo/Will the Gods Set Me Free
- 2006 – Zbogom
- 2016 – Ne
- 2019 – Diham zate